# 셀추크

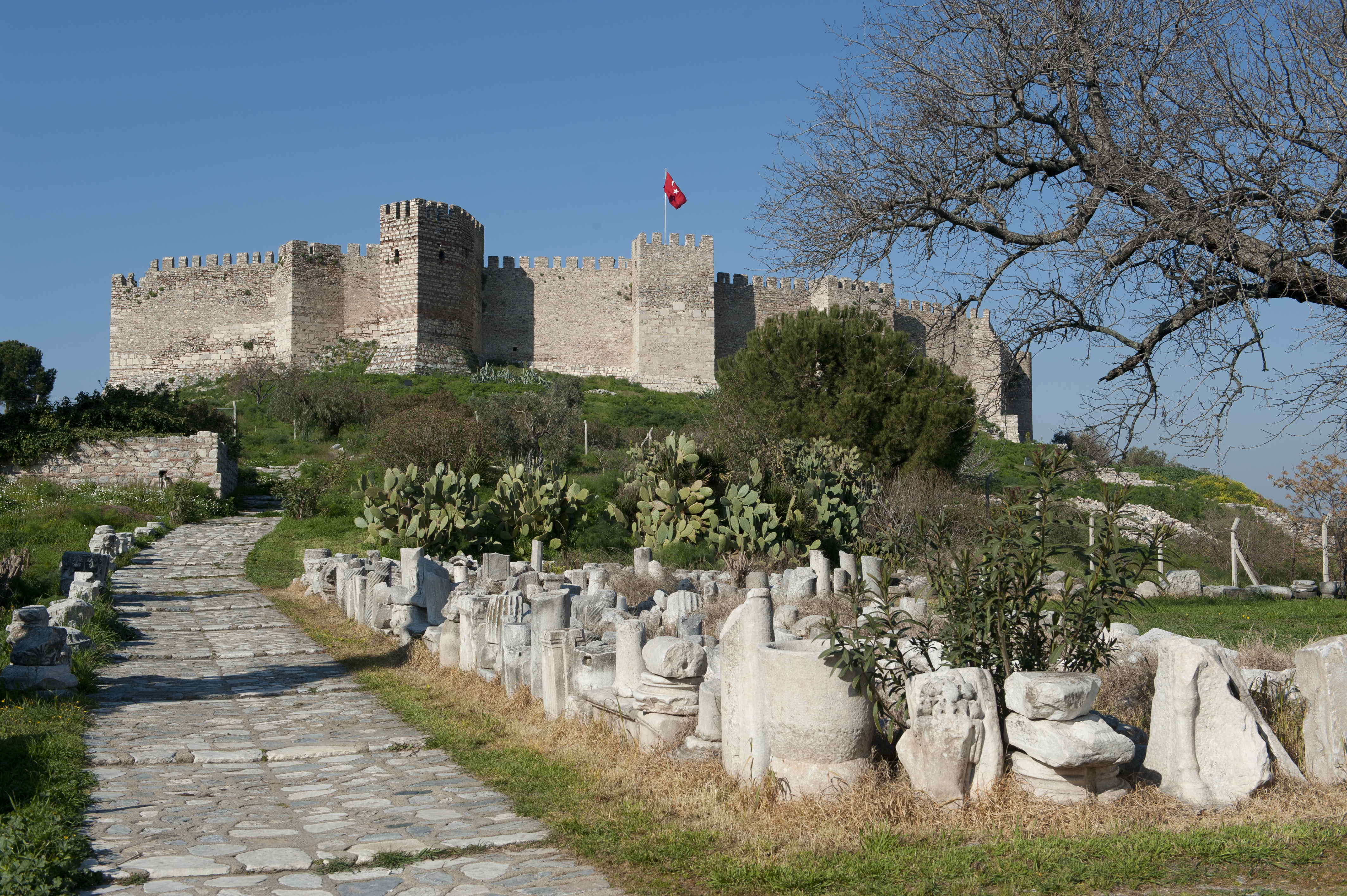
셀추크의 요새

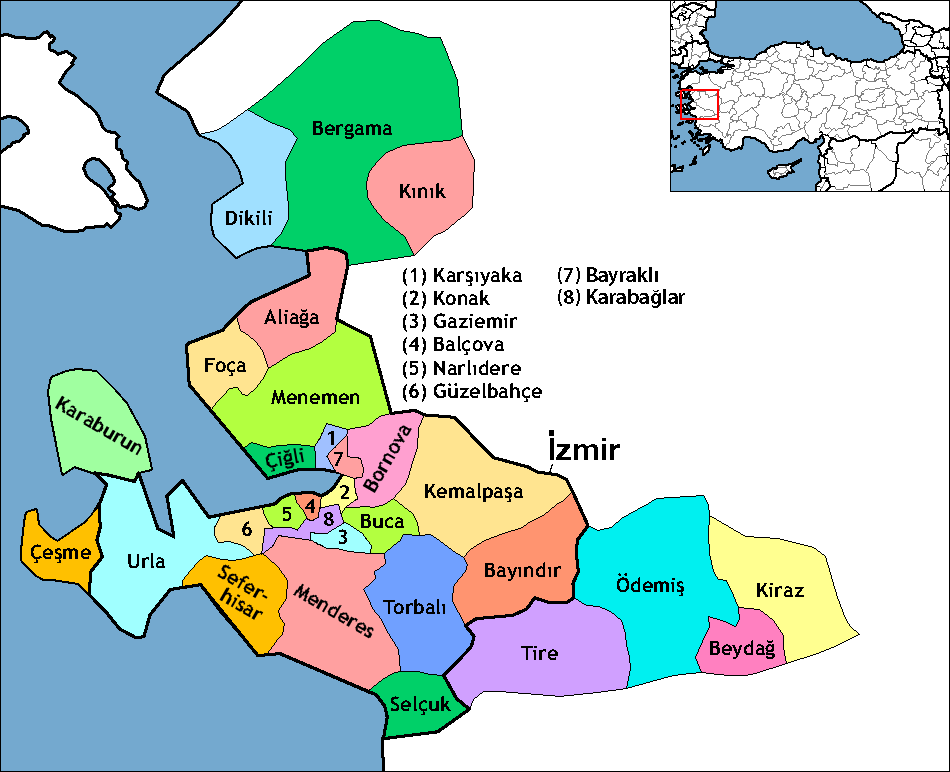
셀추크의 위치

셀추크(튀르키예어: Selçuk)는 튀르키예 이즈미르 주에 위치한 도시로, 면적은 295km2, 인구는 36,180명(2009년 기준)이며 에페소스에서 북동쪽으로 2km 정도 떨어진 곳에 위치한다. 동정 마리아의 집과 아르테미스 신전이 있다.

## 역사
고대 그리스의 도시 아이오스 테올로고스(그리스어: Άγιος Θεολόγος, Ayios Theologos)가 있던 도시이며 오스만 제국 시대에는 아야솔루크(Ayasoluk)라고 부르기도 했다. 1914년 지금과 같은 이름으로 변경되었는데 이는 12세기 이 지역에 정착했던 셀주크 투르크에서 유래된 이름이다.

## 자매 도시
- 독일 지크부르크
- 오스트리아 리엔츠
- 조지아 코불레티
- 그리스 디온
- 북마케도니아 라도비시
- 포르투갈 파티마

## 같이 보기
- 아르테미스 신전